# Зорац Кар
Церковь Зорац, Зорац тачар или Сурб Степанос — церковь в селе Ехегис, провинция Вайоц Дзор, сооружённая в 1303 году князьями из рода Орбелян. Церковь Зорац представляет собой памятник средневековой армянской архитектуры с отличительными чертами.

## История
Здание будущей церкви заложил не позднее 1303 года внук князя Тарсаича Орбеляна, расположением которого был замок в Арени. О времени закладки свидетельствуют строительные надписи на восточной стене здания, в одной из которых упоминается митрополит Сюника Степанос, скончавшийся в 1303 году. Год закладки церкви пришёлся на период 1242—1344 годов, когда территория нынешней Армении была захвачена монголами. Выставляемые армянами воинские отряды были вынуждены сражаться на стороне захватчиков; основным содержанием военной деятельности была борьба монголов с помощью армянских отрядов против мамлюков и тюркских племён, отошедших от веры, за сохранение власти над богатыми армянскими территориями. Также во время постройки церкви армянам пришлось в ступить в войну с Сирией.

## Описание
Местом для возведения новой церкви, получившей название Зорац (дословно «Церковь воителей»), был выбран холм над рекой. В 2006—2007 годах под руководством зав. Отделом средневековой археологии Института археологии и этнографии НАН РА У. Мелконяна на территории церкви были проведены частичные раскопки, которые позволили обнаружить основания хорошо сохранившихся стен с оконными проёмами. Было установлено, что открытые постройки были возведены в эпоху Раннего Средневековья, то есть примерно в то же время, что и сама церковь.
Непосредственном перед зданием церкви сохранилось выкладка из нескольких грубо обработанных надгробных камней. При этом каждый камень на своём конце имел тщательно выдолбленное отверстие-ушко, предназначение которого до сих пор неизвестно. Учёные, помимо древности камней, уверены в изначально языческом характере их использования, лишь впоследствии они были приспособлены к христианскому культу. Также в районе церкви обнаружен ряд других камней, относимых исследователями к более позднему периоду. В их число входят прекрасно орнаментированные хачкары. Некоторые исследователи считают средоточие хачкаров и камней кладбищем. В свете этого предположения камни являются надгробиями. В западной части этой зоны были найдены два камня/надгробия с надписями.
Что касается конструкции непосредственно памятника Зорац, то она является уникальной для армянских церквей. На остальной территории Армении подобных сооружений не сохранилось. Во-первых, в церкви отсутствует принятое в данных местах внутреннее помещение со сводчатым или купольным перекрытием, что позволило археологу У. Мелконяну отнести памятник к типу т. н. «открытых церквей». Так, единственным крытым элементом строения является апсида восточного алтаря, разделённого на три части, с двумя приделами по его сторонам. Данная апсида раскрывается в сторону большого двора с западной стороны. Во-вторых, уникальным является высокое расположение алтаря, примерно на уровне всадника в седле. Все эти уникальные черты данной «открытой церкви», по мнению У. Мелконяна, ведут к предположению о предназначенности памятника для моления войска. В пользу этого предположения говорит одно из названий церкви — Зорац тачар («Храм силы»). Не сходя со своих лошадей, всадники могли принести клятву и получить ответное благословение на предстоящий поход. В отличие от остальных армянских святилищ, лишь в церкви Зорац существовала практическая возможность разместить воинов и конницу непосредственно у храма и под открытым небом.
С западной стороны памятника находится традиционный для местной архитектуры открытый гавит-притвор. К тому же раскопки привели к открытию трёх помещений из массивных базальтовых камней: они отличаются анфиладным расположением по оси север-юг. В восточной и южной стенах помещений археологи обнаружили примечательные ниши-хранилища. Открытие множества полок вкупе с данными нишами-хранилищами позволили предположить о возможном размещении здесь средневековых рукописной мастерской и библиотеки (матенадаран). В то же время с восточной стороны церковь представляет собой традиционную постройку с возвышением посередине с двумя крутыми скатами и с односкатными кровлями по бокам.
Выше места расположение церкви до сих пор сохранились остатки стен из массивных камней и ворот, для которых были отобраны камни уже чистой тёски.
В XX веке была произведена реконструкция церкви.

## Галерея

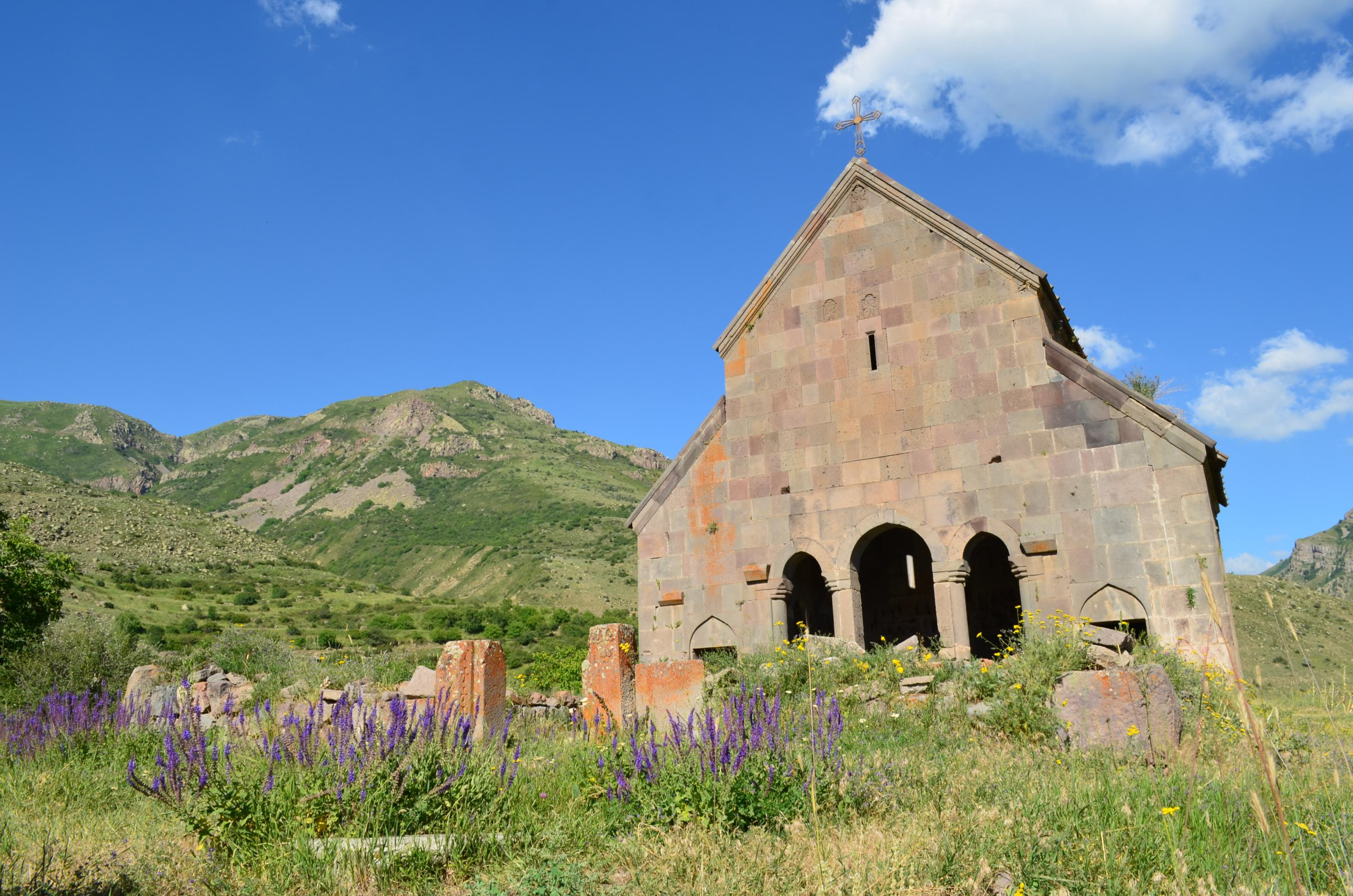
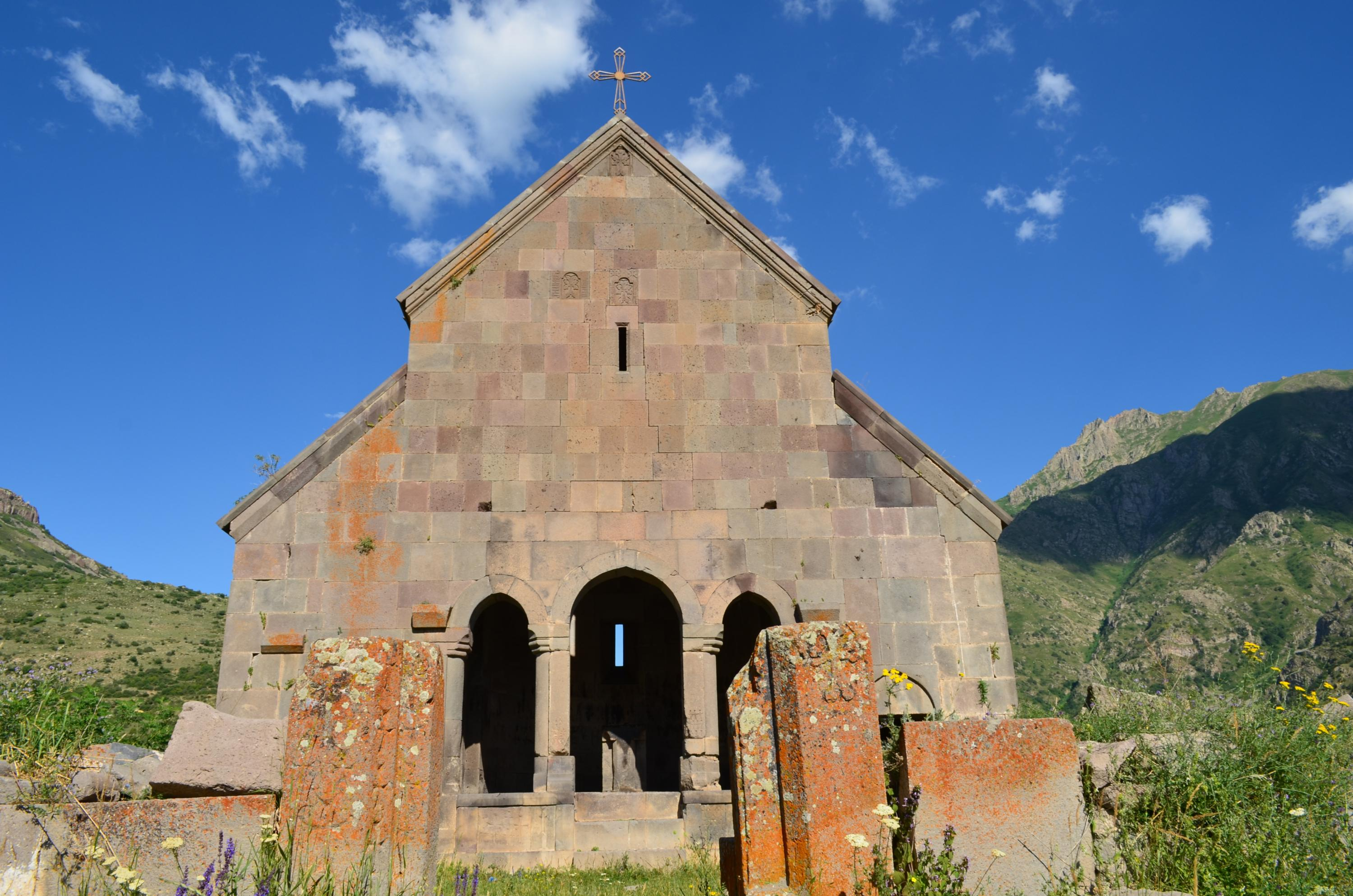
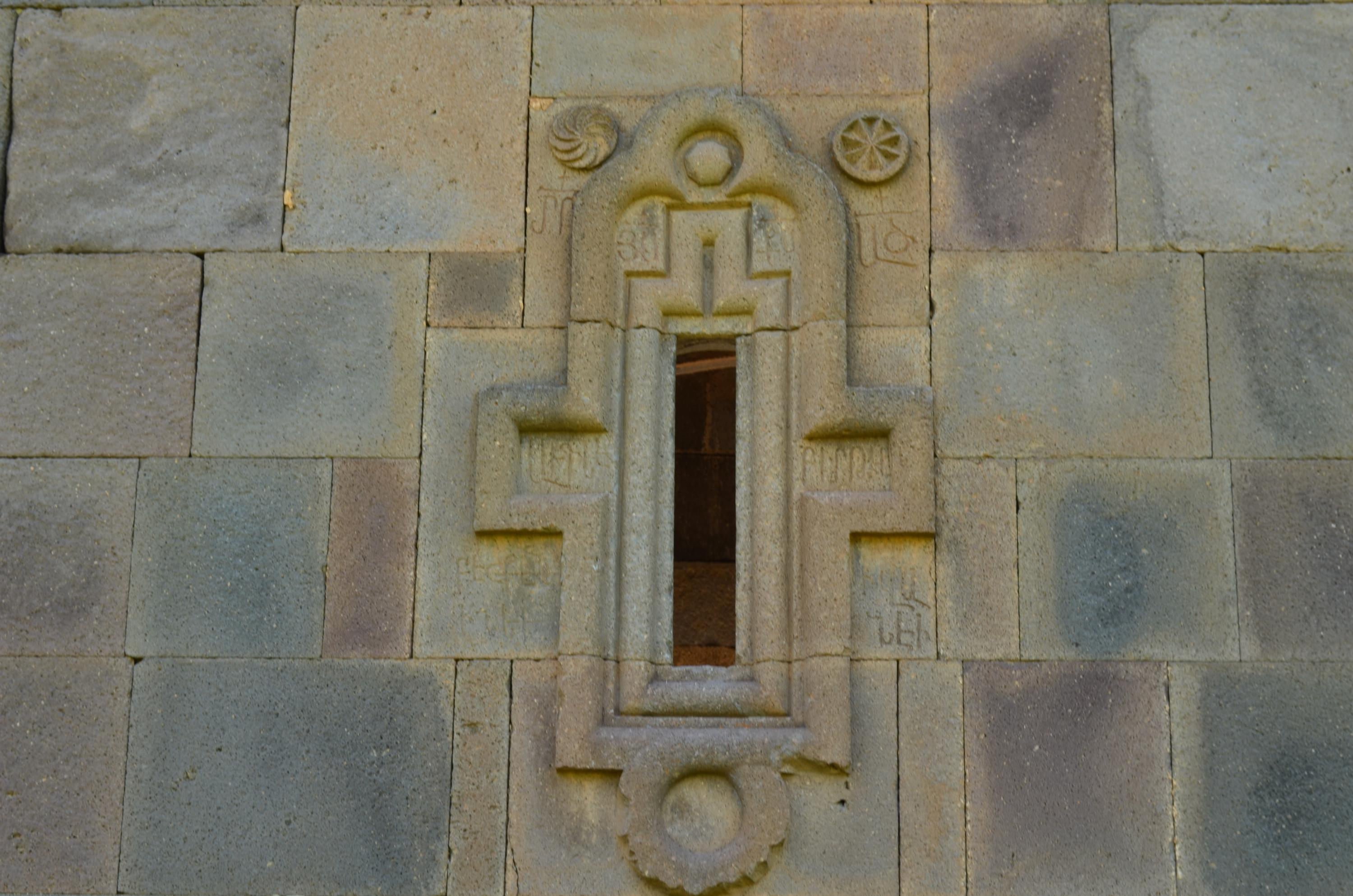
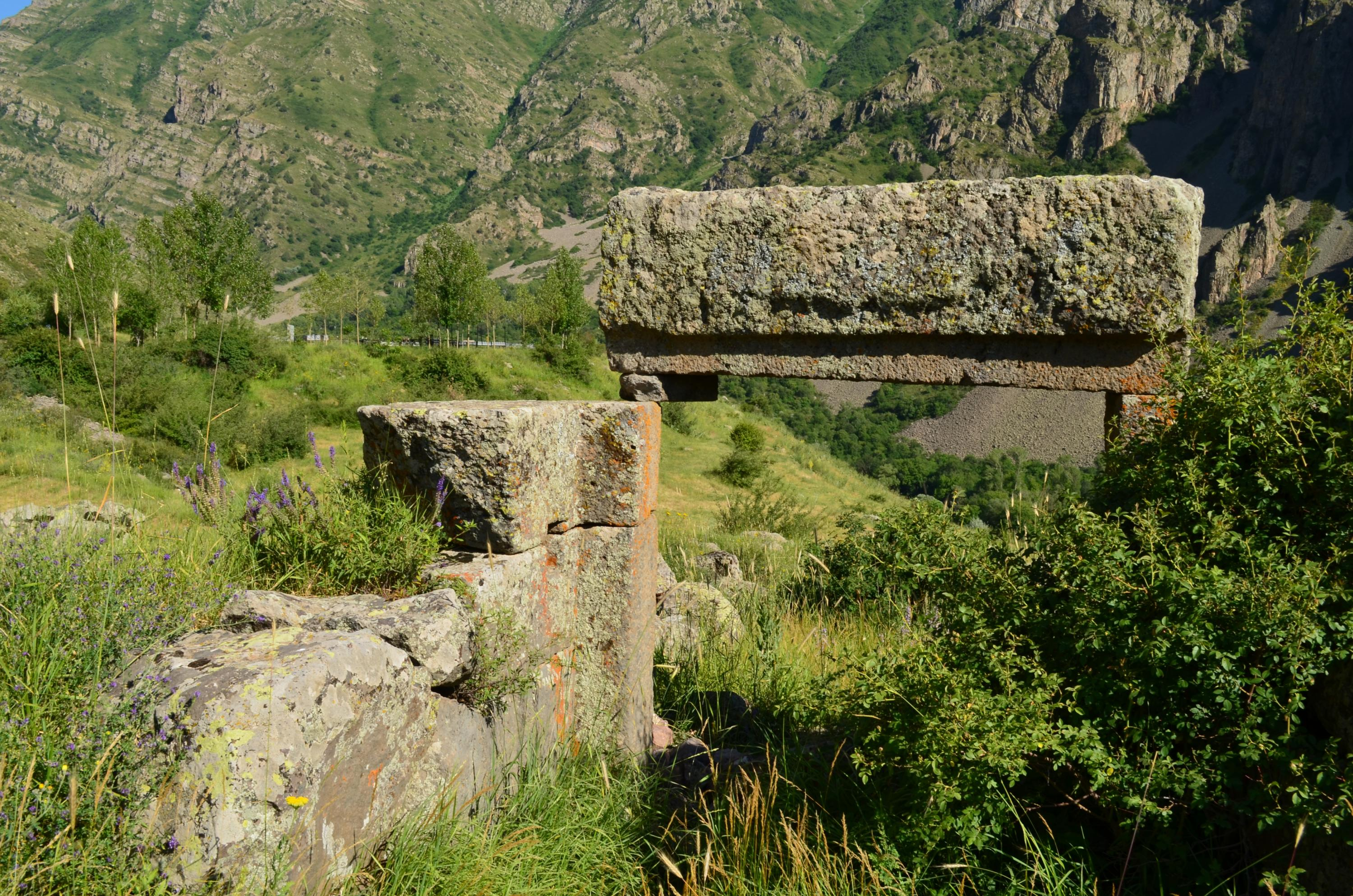
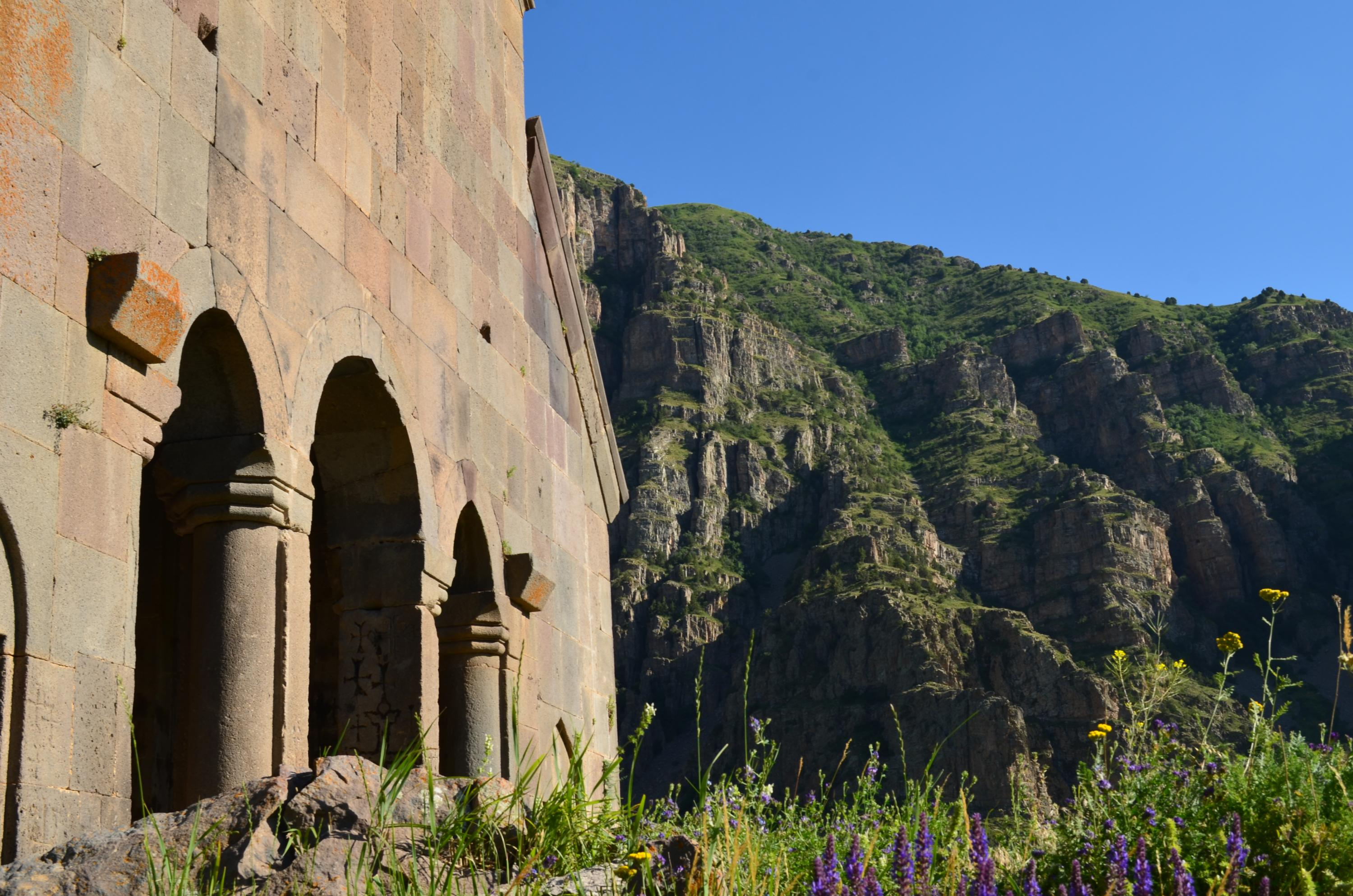
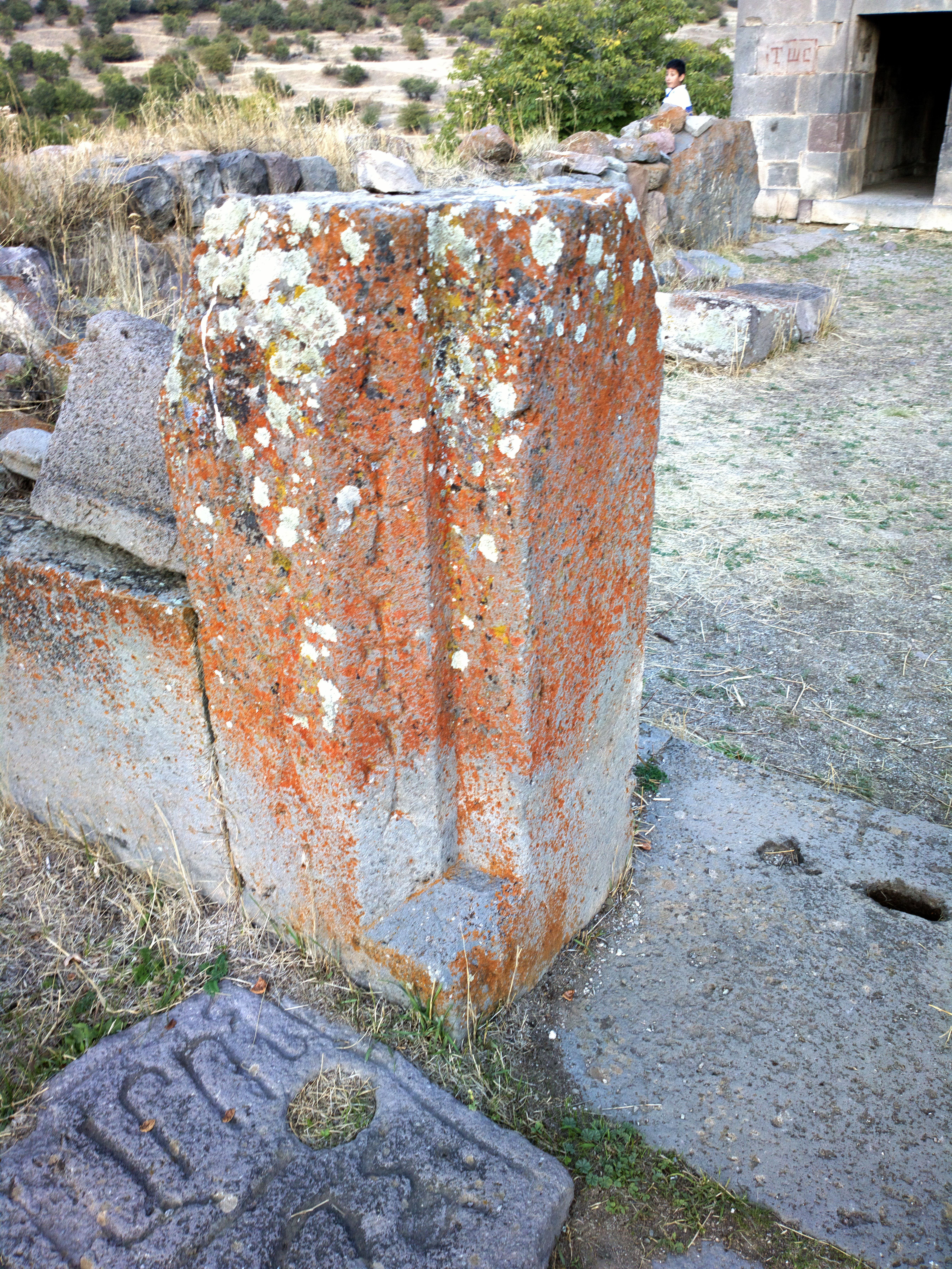
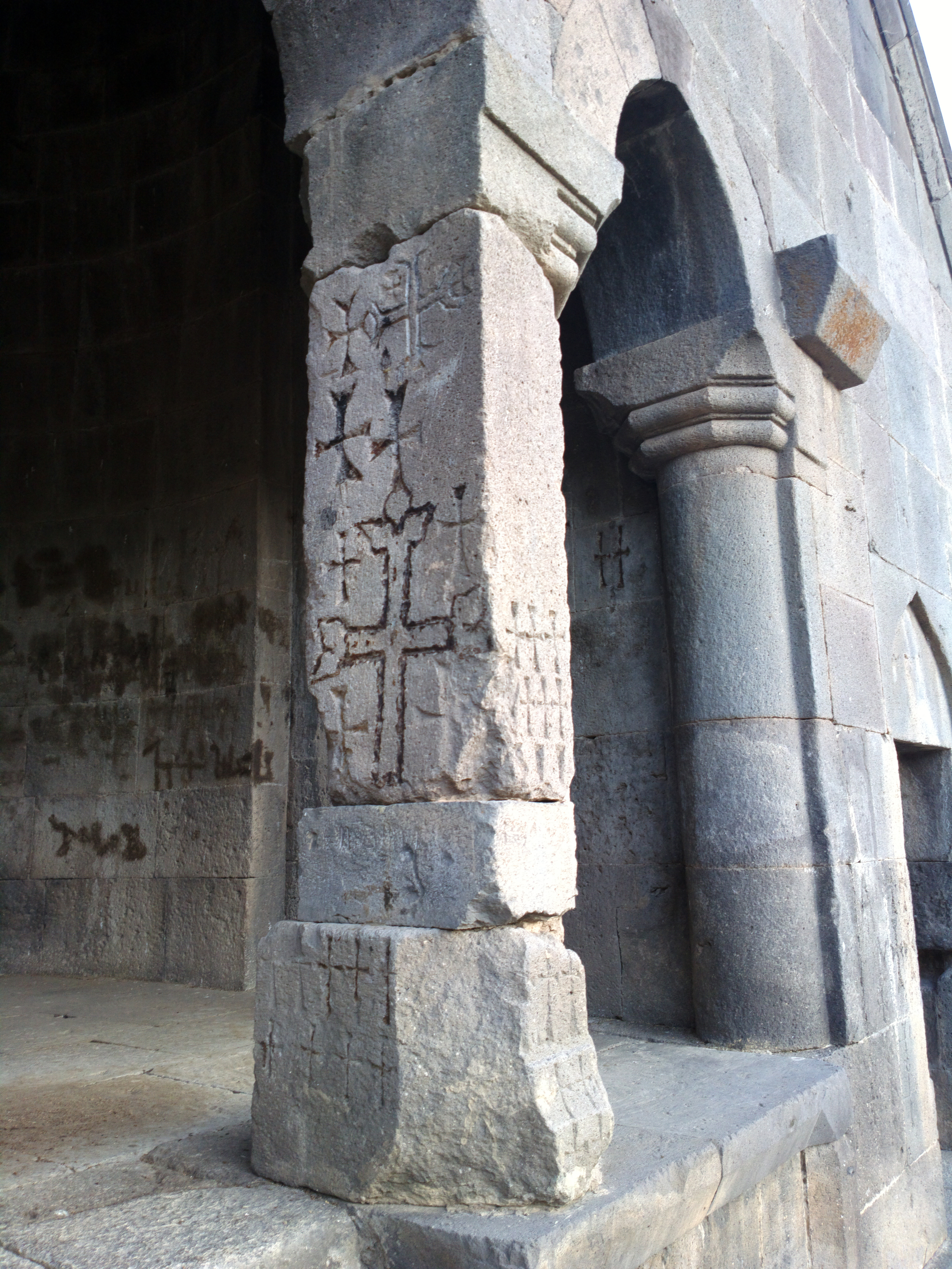
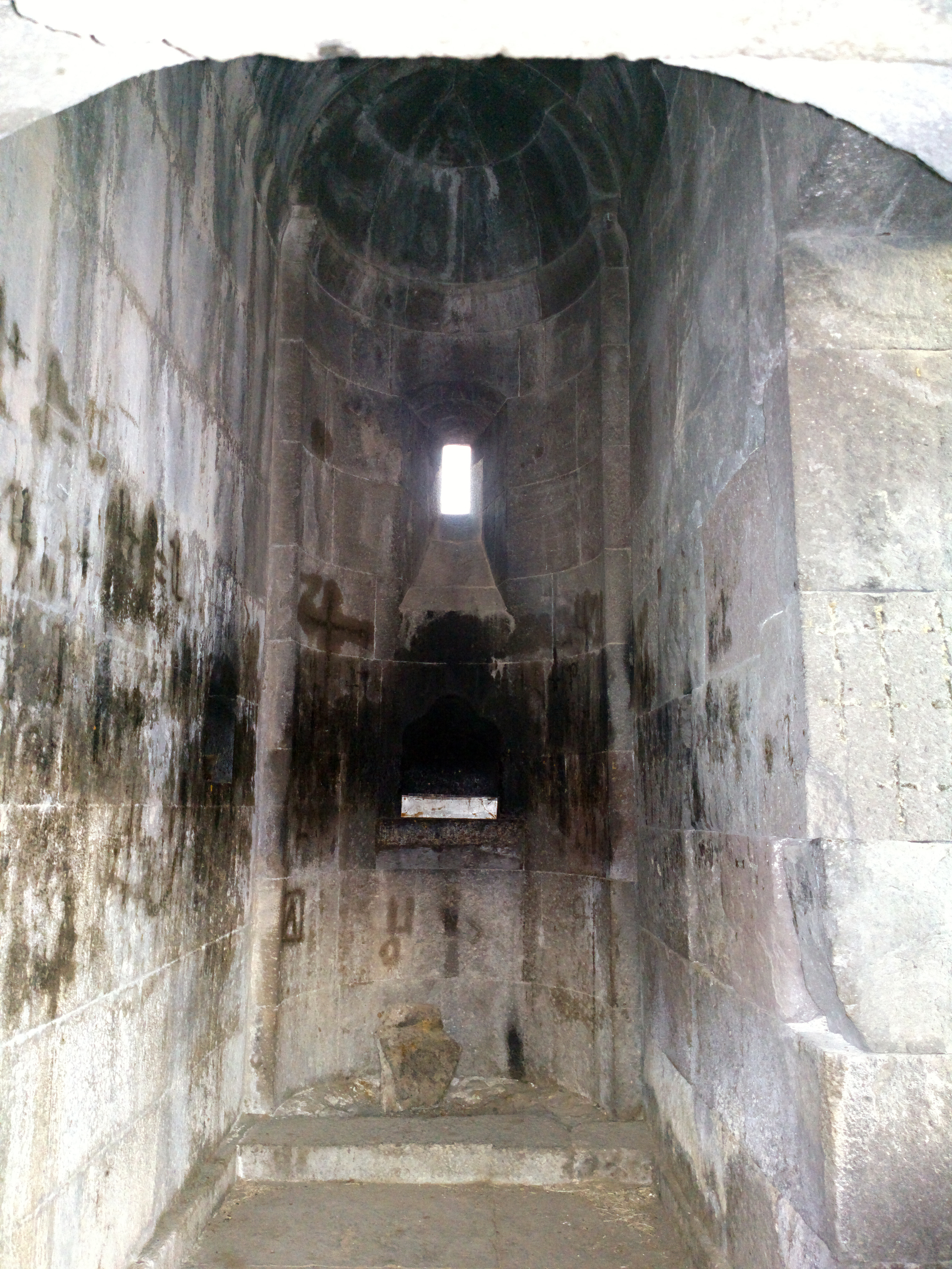
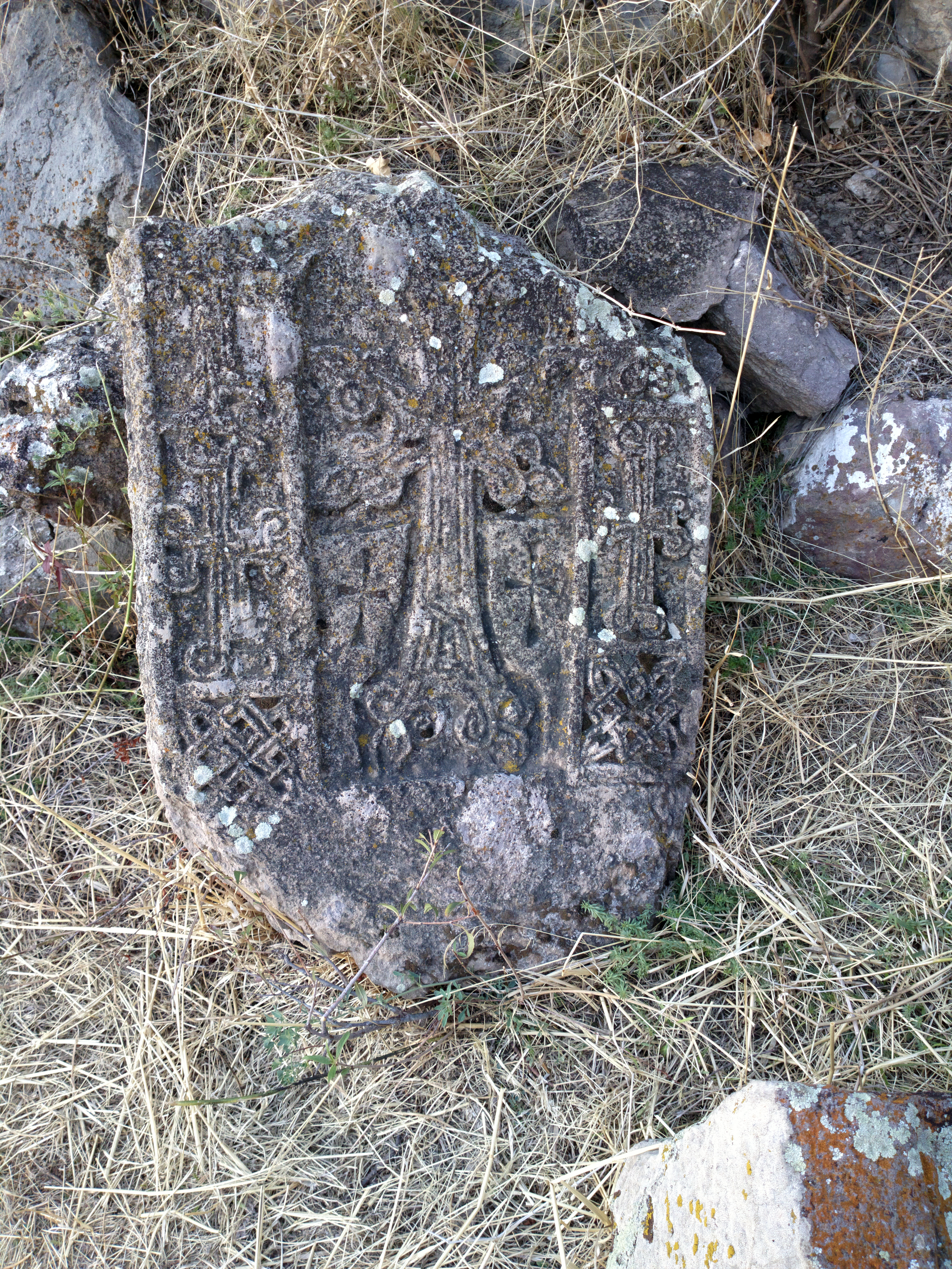
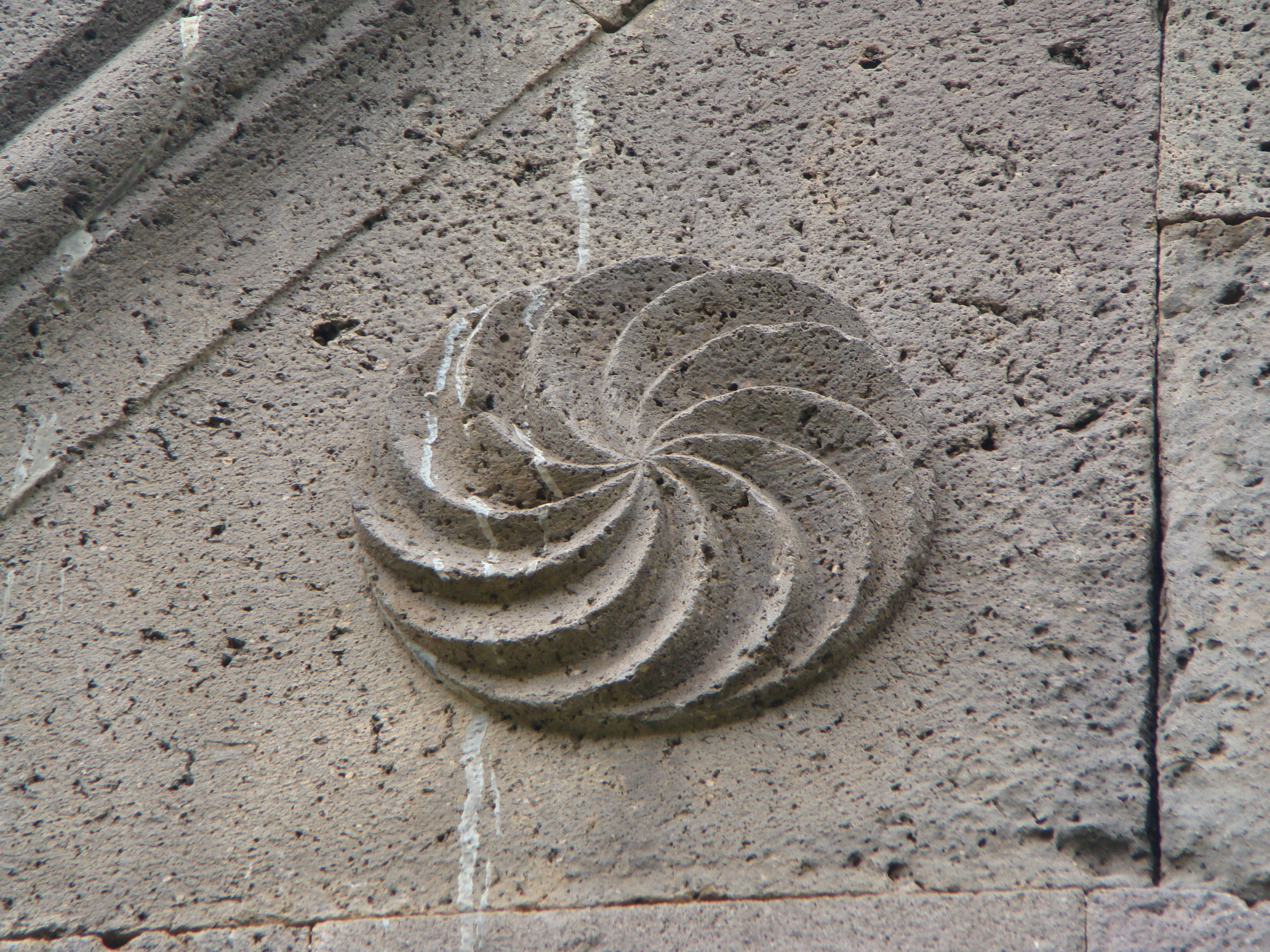